# Гитерн
Ги́те́рн, гите́рна (фр. guiterne, лат. ghiterna, quintaria и др., нем. Quintern) — струнный щипковый инструмент позднесредневековой Европы.
Гитерн, вероятно, был заимствован в XIII веке (наряду с лютней-удом) от арабов Средиземноморья. Специфический для его обозначения французский термин известен со второй половины XIV века, например, у Гильома де Машо в поэтической хронике «Взятие Александрии» («Prise d’Alexandrie», 1364) и в трактате «Искусство поэзии» («L’art de dictier», 1393) Эсташа Дешана, латинский — с XIII века: впервые у Иоанна де Грокейо (quitarra sarracenica), в XIV веке у Ф. Виллани в «Книге о происхождении Флоренции и её знаменитых гражданах» (1396; quintaria), наконец, он широко представлен в музыкально-теоретических трактатах XV века у анонимных авторов, у Павла Пражского (quinterna) и особенно у Иоанна Тинкториса (ghiterra, ghiterre, ghiterna).
Современные представления об устройстве гитерна в связи с отсутствием его органологических описаний в старинных источниках основываются, в первую очередь, на музыкальной иконографии. Первые изображения инструмента обнаруживаются в иллюминированной испанской рукописи с кантигами Девы Марии (ок. 1280), в значительном количестве — на живописных полотнах, в книжных миниатюрах и скульптурных рельефах (разного происхождения) в XIV—XV веках.
Как и у лютни, у гитерна грушеобразный корпус, однако, чёткой границы между корпусом, шейкой и колковой коробкой нет — как правило, инструмент вырезался из единого куска дерева. В отличие от лютни резонатор и шейка у гитерна меньшего размера. Количество струн колебалось (как и у многих других старинных струнных инструментов), но обычно составляло четыре-пять (отсюда лат. quinterna и нем. Quintern, от лат. quinque — пять), организованных в двойные хоры. Настройка гитерна неизвестна.
Сохранились аутентичные экземпляры гитерна, датируемые XV веком: первый хранится в Метрополитен-музее (Милан, ок. 1420), второй (5-струнный) в музее Вартбургского замка (Германия, ок. 1450), третий (4-струнный) был обнаружен в 2004 году в прусском Эльбинге (археологический музей в Эльблонге, Польша).
Идентификация гитерна — предмет научных дискуссий, главным образом, по той причине, что в старинных документах для гитерна и цитоли использовались очень похожие термины — те и другие несомненно восходят к одному лексическому прототипу, лат. cithara. Некоторые исследователи считают гитерн предшественником испанской виуэлы и итальянской мандолины (через посредство инструмента, популярного в XVI веке — мандоры).